# リッチェル
株式会社リッチェル（英: Richell Corporation）は、日本のプラスチック製品の製造・販売メーカーである。主にプラスチックの家庭用品や工業用品などを製造している。

## 事業所
- 本社・水橋工場
- 上市工場
- 東日本営業所
- 西日本営業所
- 福岡営業所
- 上海支店
- 韓国支店
- アメリカ支店

他に関連会社協力拠点がベトナム、アメリカにある。

## 沿革
- 1956年11月1日、シルバー樹脂工業所として創業[1]。
- 1960年7月21日、シルバー樹脂工業株式会社として設立し[1]、富山市豊田に本社・工場を建設。
- 1966年、現本社のある水橋に工場を建設。
- 1974年8月10日、大沢野工場が稼働開始[2]。
- 1983年、本社を現在地に移転。
- 1985年、CI導入。
- 1987年、新ブランド「リッチェル」導入[3]。
- 1991年7月21日、現社名に改称[4]。
- 2022年7月、ロゴマークを刷新[5]。
- 2023年4月12日、本社R&Dセンター竣工[6]。